# Štefan Polkoráb
Štefan Polkoráb (2. září 1896 Pezinok-Cajla – 14. října 1951 Bratislava) byl slovenský malíř, portrétista.

## Život
Narodil se v Cajlu, historické části města Pezinku v rodině vinohradníka Pavla Polkorába a jeho ženy Alžběty, roz. Strniskové. Štefan vyrůstal v početné rodině, měl šest sourozenců, jeho otec však odjel do Ameriky, aby si po návratu mohl koupit malý domek a vlastní vinohrad. Od mládí rád a obstojně maloval, do tzv. „Ľudovej“ školy chodil na Cajlu, dál pokračoval ve studiu na měšťanské škole v Pezinku. Poté zůstal nějaký čas doma a pomáhal s prací, byl tělesně slabší a tak šel následně do učení k obuvníkovi.
Čirou náhodou se dozvěděl, že malíř Gustav Mallý si v Bratislavě otevřel soukromou malířskou školu. Štefan přemluvil svou matku, aby za ním zašla, Mallý si jeho kresby prohlédl a přijal jej. Do malířské školy nastoupil v zimě roku 1911 a vydržel tam až do roku 1913, kdy od svého učitele obdržel doporučení ke studiu na malířské akademii do Prahy.
V roce 1913 se přihlásil ke studiu na pražskou akademii, přijímací zkoušku dělal u prof. Josefa Loukoty a přesto, že neměl střední školu byl přijat. Zprvu studoval tzv. přípravku u prof. J. Loukoty a Vlaho Bukovace. Jeho studium přerušila probíhající 1. světová válka a tak roky 1917 a 1918 strávil na vojně. Na akademii se vrátil po vzniku ČSR a dál se školil u prof. Maxmiliána Pirnera, u něhož v roce 1922 i akademii absolvoval. Během pražských studií byl členem spolku Detvan a spřátelil se s mnoha slovenskými výtvarníky, kteří zde studovali, například J. Alexi, M. A. Bazovský, J. Koreszka a jiní. Polkoráb se spřátelil i s Jankem Borodáčem, který v Praze studoval herectví a přátelství jim vydrželo po celý život.
V roce 1922 se Štefan Polkoráb vrátil na Slovensko, ale v Bratislavě nemohl sehnat ateliér a tak se přestěhoval do Trnavy. Od podzimu roku 1924 žil v Suché nad Parnou na faře a v roce 1926 se vrátil zpět do Trnavy. V roce 1928 podnikl studijní cestu do Itálie, navštívil Ferraru, Bolognu, Neapol, viděl chrlící Vesuv, plavil se na Capri, jel do Říma, Sieny, Florencie, Milána a Verony. Po návratu z Itálie pobýval nadále v Trnavě a v říjnu roku 1932 portrétoval v Topoľčiankách prezidenta Masaryka a podnikl s českými malíři J. Čumpelíkem a V. Kovářem cestu na Horehroní a Zakarpatskou Ukrajinu.
V roce 1933 se přestěhoval do Bratislavy kde získal ateliér, v roce 1935 podnikl cestu do Holandska a obě léta roku 1940 a 1942 strávil na Oravě. Během II. světové války trávil často u svého přítele lékaře v Lučenci, často trpěl depresemi a slábl mu zrak. Ke konci života vůbec nevycházel z bytu a 14. října roku 1951 spáchal v Bratislavě sebevraždu.
- pamětní síň s obrazárnou při Malokarpatském muzeu v Pezinku (1970)

## Dílo (výběr
- Vlastní podobizna (1917)
- Krajinka zo Suchej (1926)
- Portrét prezidenta T. G. Masaryka (1932)
- Heľpianka s dcérou (1936)
  - Stará časť Pohorelej
  - Šumiacka žena s bábatkom
- Vinobranie (1943)
  - Zátišie s citrónom
  - Zátišie s husacinou
  - Žnice
- Karlova Ves (1948)
  - Martinské hole
  - Martinský kostol

Vytvořil rovněž podobizny J. Ľ. Holubího, J. Alexyho, J. Gregora–Tasovského, J. Jesenského a několika dalších

## Výstavy

### Autorské
- 1953 – Umelecký odkaz Štefana Polkorába, Výstavné miestnosti, Bratislava
- 1961 – Štefan Polkoráb: Výstava obrazov pri príležitosti 10. výročia úmrtia, Bratislavský hrad, Bratislava

### Kolektivní
- 1938 – III. Zlínský salon, Studijní ústav, Zlín
- 1949 – Československý lid a jeho kraj v životě, práci a zápasu, Gottwaldov
  - Československý lid a jeho kraj v životě, práci a zápasu, Jízdárna Pražského hradu, Praha
  - Tjeckoslovakisk konst, Liljevalchs Konsthall, Stockholm
- 1951 – I. přehlídka československého výtvarného umění, Jízdárna Pražského hradu, Praha
- 1954 – Výstava současného československého umění, Akademie umění SSSR, Moskva
- 1955 – Slovenské umenie 19. a 20. storočia – Desať rokov výtvarnej práce v osvobozenej vlasti, Slovenská národná galéria, Bratislava
- 1955/1956 – Deset let československé lidově demokratické republiky ve výtvarném umění: Malířství, Městská knihovna Praha, Praha
- 1983 – Prírastky GMB z rokov 1970–1982, Mirbachov palác, Bratislava
- 1983/1984 – Autoportrét v slovenskom maliarstve 20. storočia, Mirbachov palác, Bratislava

## Zastoupení ve sbírkách (výběr)
- Galéria mesta Bratislavy, Bratislava
- Slovenská národní galerie, Bratislava

a v mnoha dalších

## Galerie

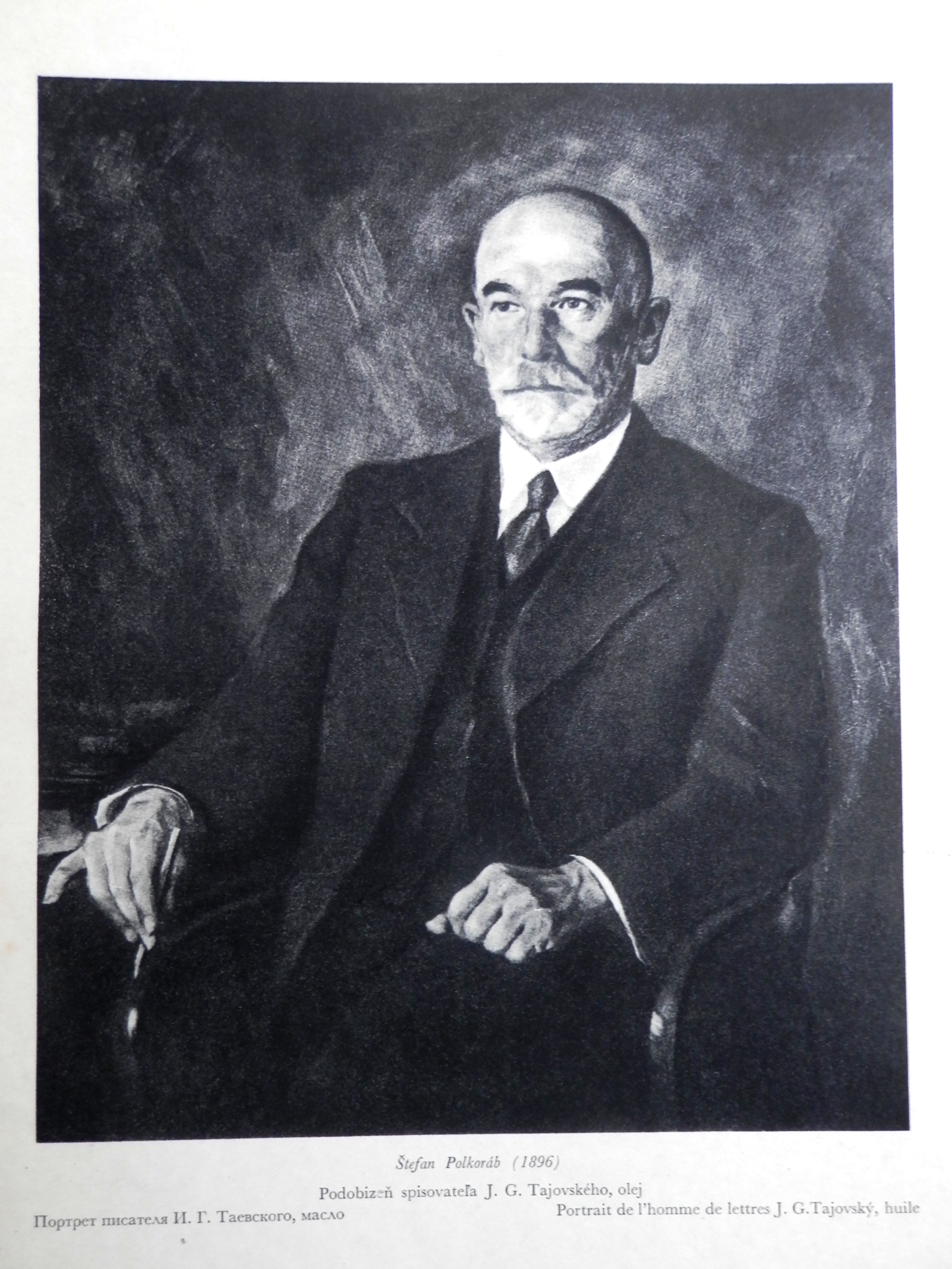
Podobizňa J.G.Tajovského
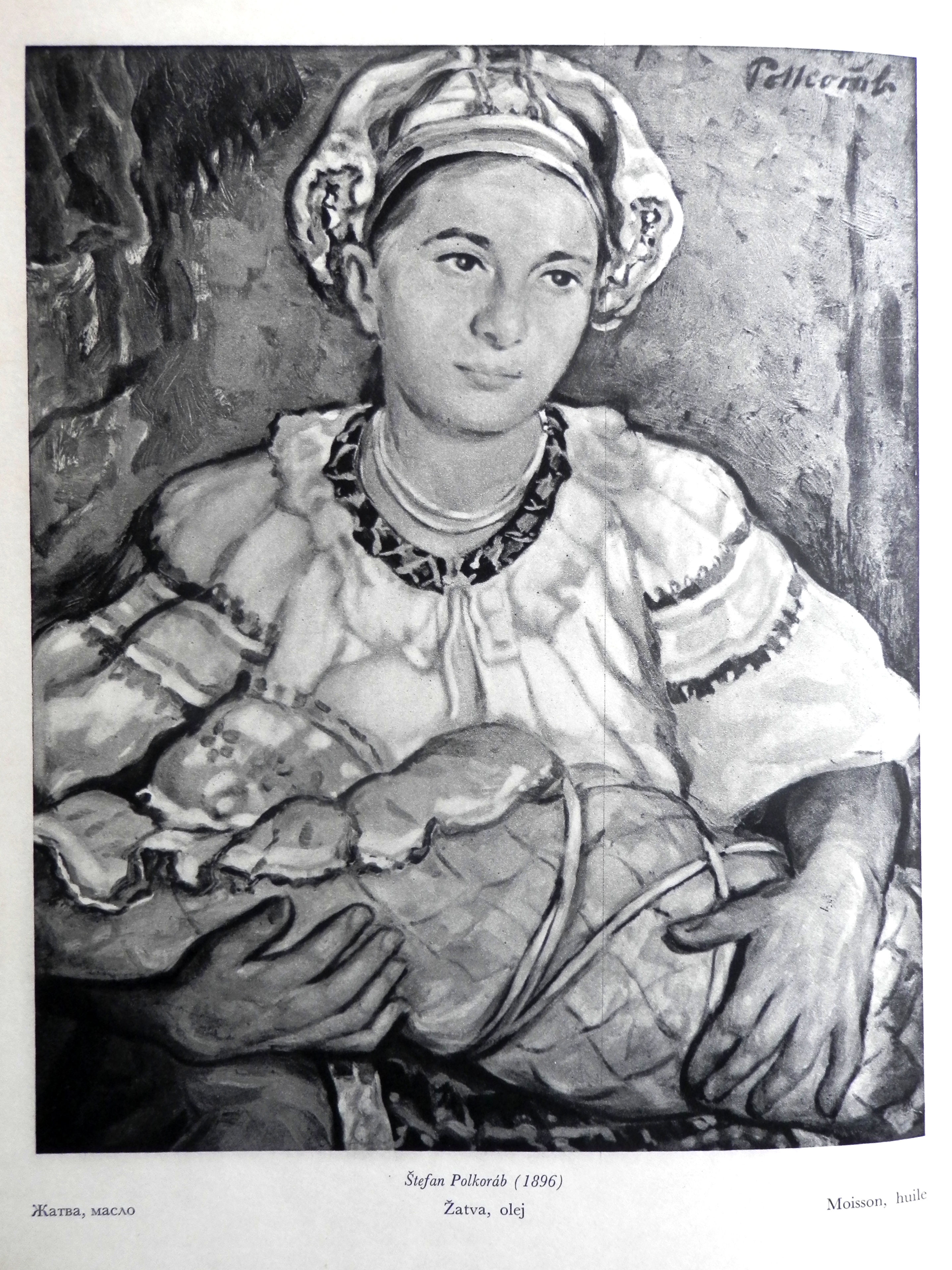
Žatva
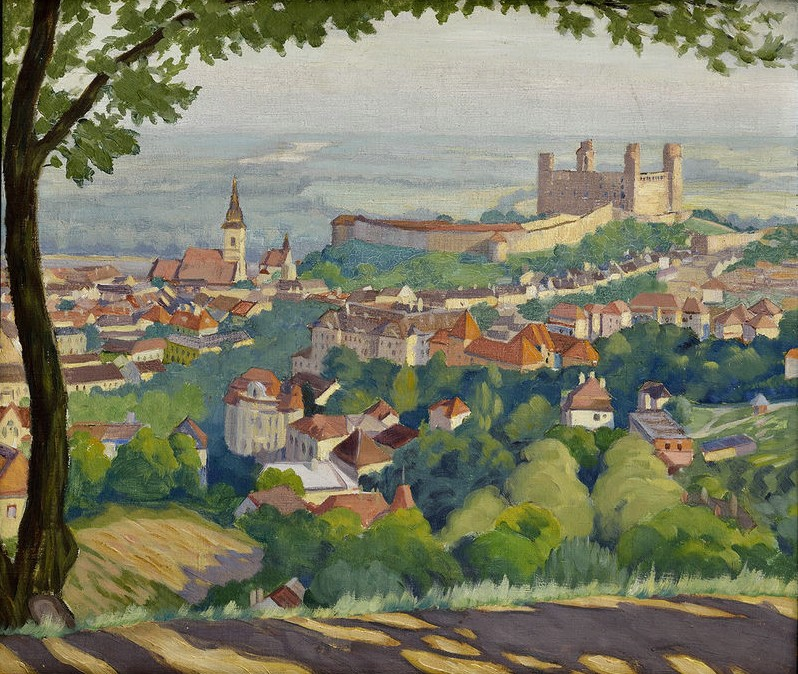
Bratislava, olej na plátně (okolo 1930)
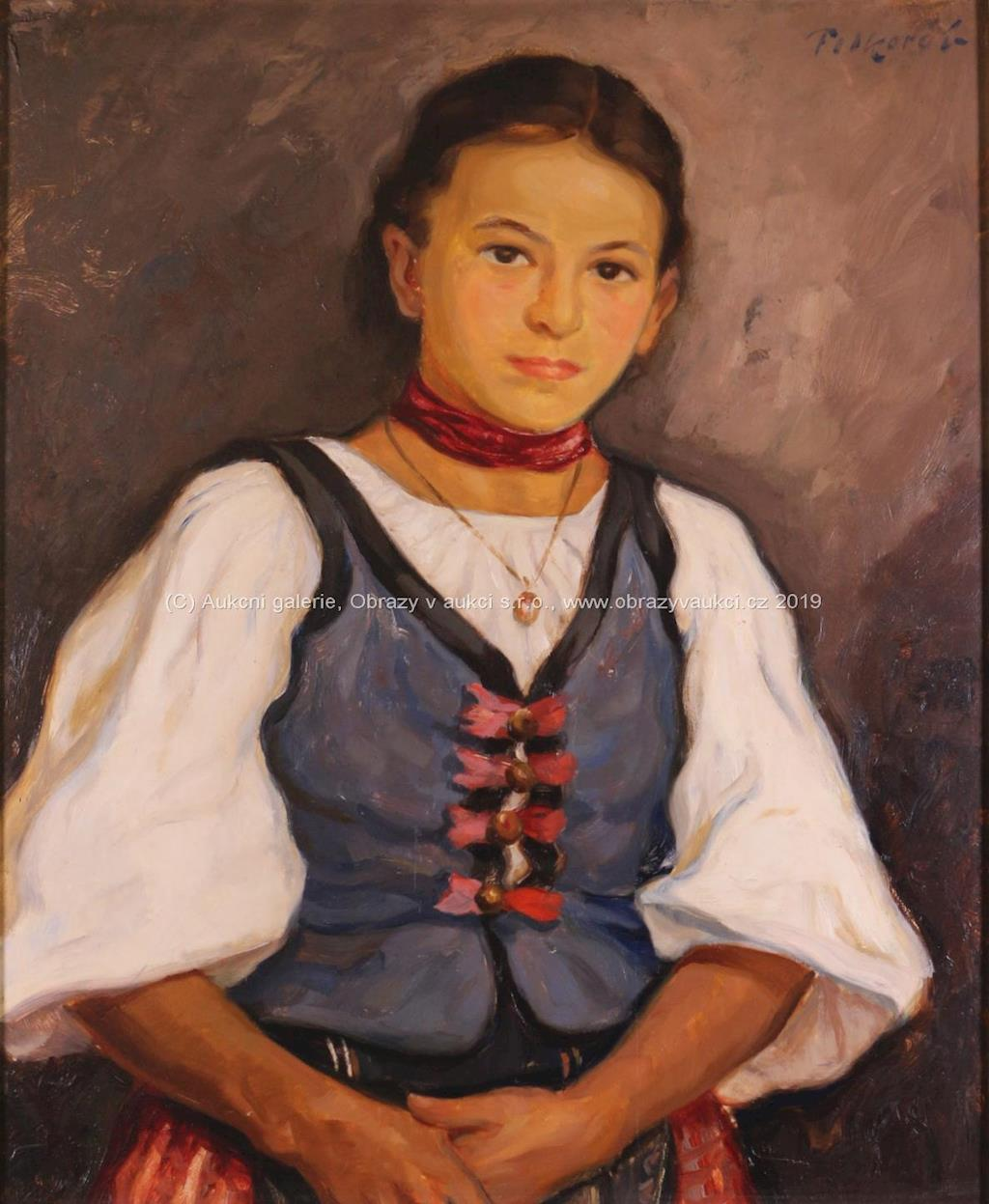
Telgorské dievča, olej na překližce
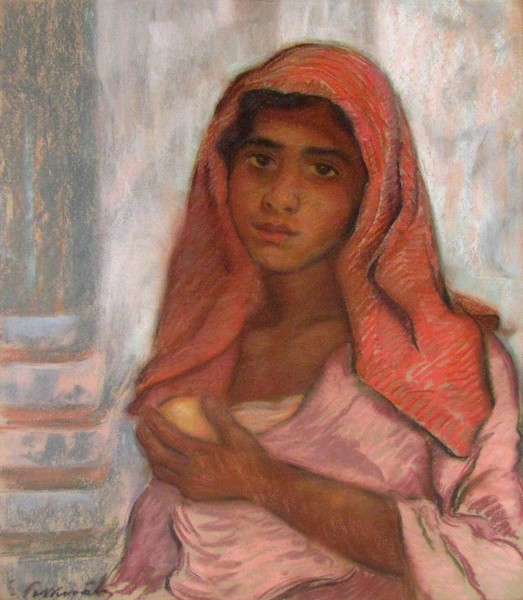
Cigánka, pastel
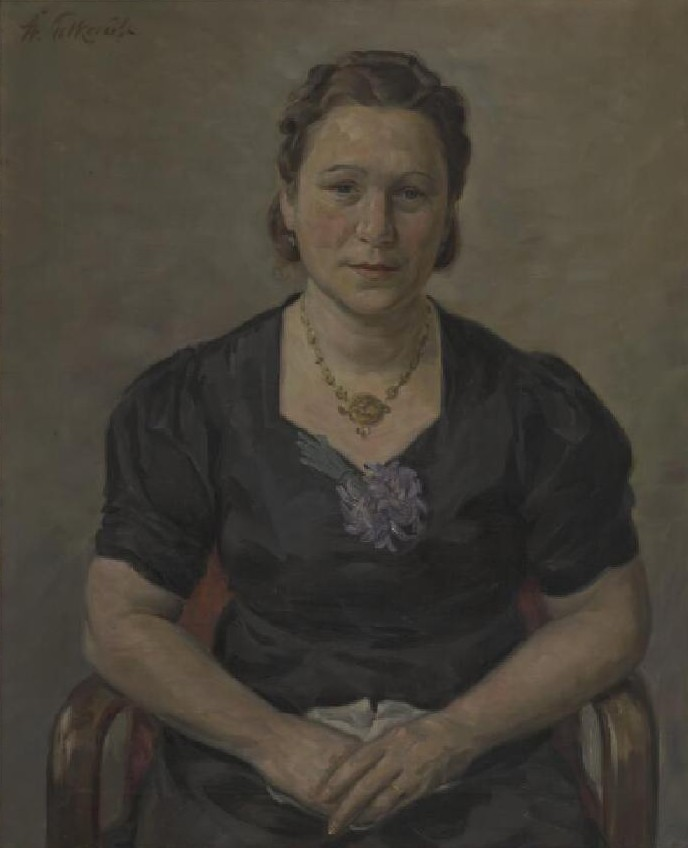
Portrét pani Uhlárikovej, olej na plátně (1941)
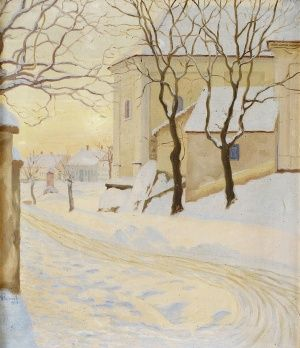
Zimné mestečko, olej na plátně (1926)
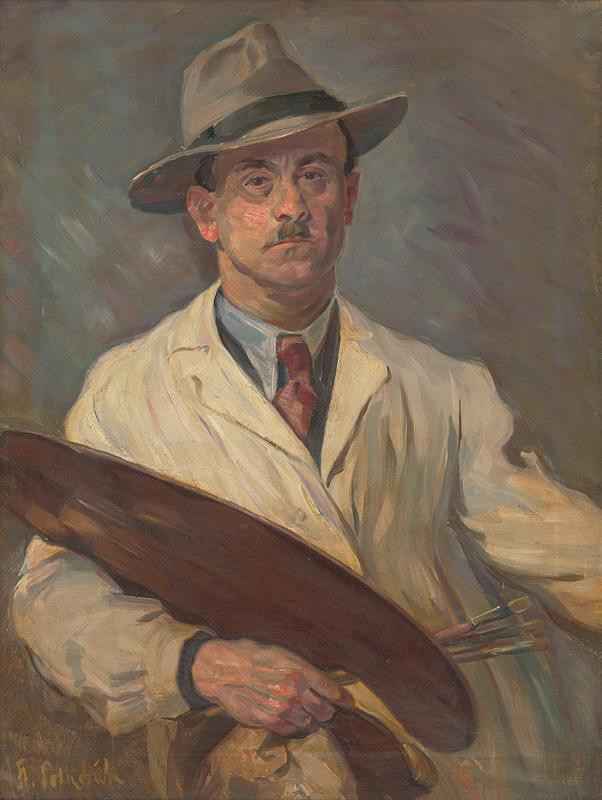
Autoportrét, olej na plátně (1941)